# Jakobsboggi

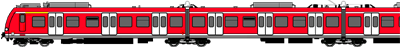
DB motorvagnståg littera 423

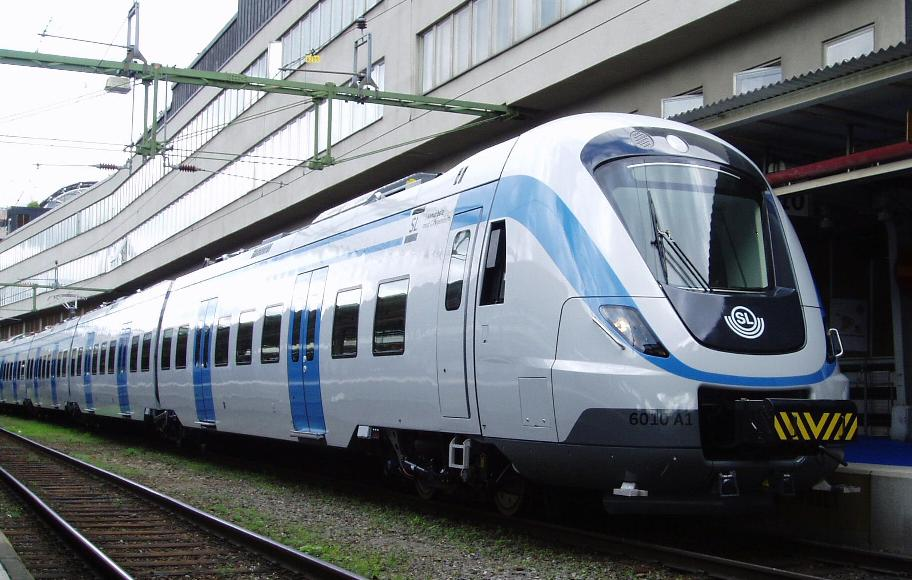
SL:s pendeltåg X60 har jakobsboggier mellan vagnarna.

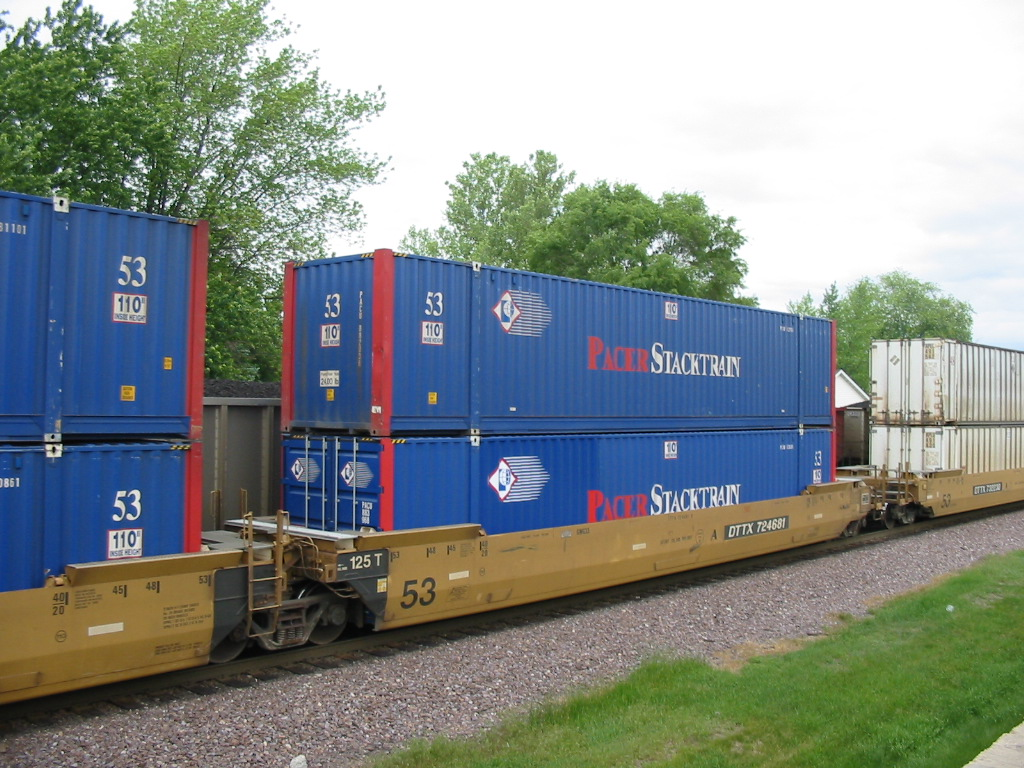
Jakobsboggi på godståg i USA. Notera att större delen av USA har en lastprofil som tillåter två containrar på varandra.

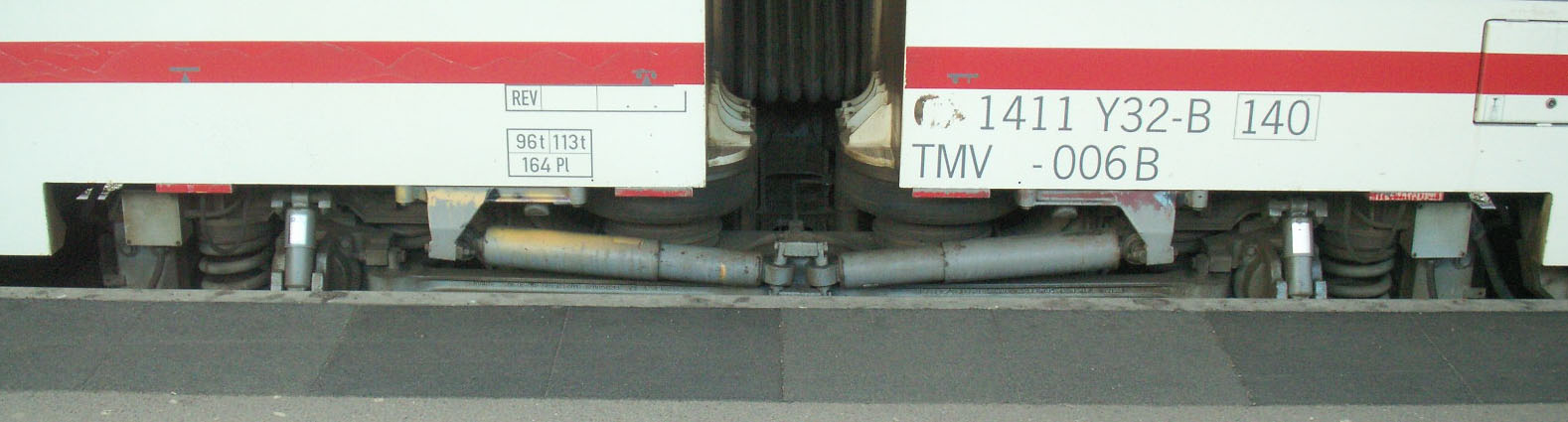
Jakobsboggi under motorvagnståg typ Y32

Jakobsboggi är en boggi som är gemensam för och ligger mellan två vagnar. Konstruktionen är benämnd efter Wilhelm Jakobs (1858–1942). 
Tekniskt går det till så att boggin har två vaggbalkar, en på vardera sidan om boggins mitt. En vagnskorg vilar på vardera vaggbalken och korgarna vrider sig alltså runt två olika punkter, en något framför och en något bakom boggins mitt. Varje jakobsboggi är således delad av två permanent hopkopplade vagnar. Jakobsboggier används i motorvagnar och i vissa länder även i godsvagnar. Däremot är den ovanlig i spårvagnar på grund av att den inte lämpar sig för fordon som ska klara små kurvradier. I spårvagnar används ofta i stället en konstruktion där två vagnskorgar är sammanfogade med en led som vilar på en vanlig boggi, det vill säga en boggi med en vaggbalk och en vridningspunkt.
Jakobsboggier har även använts i personvagnar i Sverige. På 1930-talet byggde SJ om ett antal tvåaxliga vagnar till vagnar med jakobsboggier för att ge dem lugnare gångegenskaper i trafik.

## För- och nackdelar

### Fördelar
- Man får färre boggier eftersom varje boggi delas av två vagnar, utom först och sist där en vanlig boggi krävs. Ger lägre inköpskostnad och mindre underhåll. Boggier står för 35–40 % av normala kostnaden.[källa behövs][förtydliga]
- Man slipper en komplicerad koppling eftersom boggin fungerar som en robust koppling.
- På persontåg får man större bekvämlighet:
  - Mindre buller eftersom boggin ligger längst bort i vagnen.
- På godståg får man möjlighet att ha längre låglastade vagnar. I USA är det vanligt att man har två containrar på varandra. Trekopplade och femkopplade låglastade vagnar, alltså permanent hopkopplade vagnsätt med tre respektive fem lågbyggda vagnkorgar, är de i särklass vanligaste containervagnarna i USA. En trekopplad containervagn har två vanliga boggier, en i var ände, plus två jakobsboggier mellan vagnarna, medan en femkopplad containervagn har två vanliga boggier plus fyra jakobsboggier. Att jämföra med sex respektive tio boggier om man använt vanliga boggier istället för jakobsboggier. Tågsätten blir dessutom betydligt kortare om man använder permanent hopkopplade vagnsätt med jakobsboggier istället för samma antal vagnar med vanliga boggier.

### Nackdelar
- På grund av den fasta kopplingen blir ett eventuellt tillägg, borttag eller byte av en vagnssektion en komplicerad verkstadsoperation.
- Högre axellast kan medföra lägre hastighet.